# Христо Данов (Загоричани)
Вижте пояснителната страница за други личности с името Христо Данов.
Христо Данов е български просветен деец и филогог от Македония.

## Биография
Христо Данов е роден през 1877 година в южномакедонското село Загоричани, тогава в Османската империя, днес в Гърция. Завършва филология в Германия и получава докторско звание в Софийския университет. В 1900 – 1901 година е учител в българското училище в Сяр.

## Въжте също
- Сребро Данов